# Binissalem
Binissalem ist eine Gemeinde und Kleinstadt auf der spanischen Balearen-Insel Mallorca.

## Statistische Daten
Die Gemeinde Binissalem hat eine Fläche von 29,75 km² mit 9.281 Einwohnern (Stand: 2024). Das entspricht einer Bevölkerungsdichte von 312 Personen pro km². Im Jahr 2006 betrug der Ausländeranteil 8,0 % (516), der Anteil deutscher Einwohner 1,5 % (96). Die Mehrzahl der Einwohner lebt im gleichnamigen Hauptort (5992 im Jahre 2008) und 1028 Personen lebten außerhalb der Ortschaften „verstreut“. In dem kleinen Ort Biniagual leben etwa ein Dutzend Einwohner.
1991 waren 87,91 % der Einwohner Mallorquiner, 10,17 % kamen aus anderen spanischen Provinzen und 1,93 % waren Ausländer.

## Geografie

### Lage
Binissalem bildet praktisch das Zentrum des Kommunalverbandes des Raiguer, der die Gemeinden von Consell, Alaró, Lloseta, Inca und Sencelles umfasst. Der Ort liegt 139 Meter über dem Meeresspiegel und 22 Kilometer von der Hauptstadt der Insel Palma entfernt. Drei niedrigere Berge gehören zu dieser Gemeinde, wobei Penyal des Bous mit 408 m der höchste ist, und Sa Talaia mit 309 m der niedrigste.

### Klima
In Binissalem werden das ganze Jahr über Niederschläge registriert. Der trockenste Monat ist der Juli mit durchschnittlich 10,1 l/m². Die höchste Niederschlagsmenge verzeichnet man im Oktober mit 80,9 l/m². Der meiste Regen in Binissalem fiel am 25. Januar 1991, wo 104,6 l/m² gemessen wurden.

## Geschichte
Der Name Binissalem stammt aus dem arabischen Namen Banu Salam oder Banu Salim, was so viel heißt wie Söhne des Friedens oder Söhne des Salim. Der Name Binissalem wurde in dieser Form erstmals im 16. Jahrhundert vermerkt.
Die größten Kunstschätze dieser Gemeinde sind ohne Zweifel die Gebäude in der Gemeinde Binissalem. Der Großteil der Bauten sind mit dem Binissalem-Stein aus der Gegend gebaut. Es können auch Weinkeller besichtigt werden, die aus dem Binissalem-Stein gebaut sind. Die Einheit dieser Gebäude und Keller geben ein beeindruckendes Gesamtbild ab, ausgehend von der Kirche Nostra Senyora de Rubines. Rubines war auch der Name der Stadt Binissalem in der Zeit vom 13. bis zum 16. Jahrhundert.
| Jahr      | 1842  | 1877  | 1887  | 1900  | 1910  | 1920  | 1930  | 1940  | 1950  | 1960  | 1970  | 1981  | 1991  | 2001  | 2011  |
| --------- | ----- | ----- | ----- | ----- | ----- | ----- | ----- | ----- | ----- | ----- | ----- | ----- | ----- | ----- | ----- |
| Einwohner | 3.027 | 3.623 | 3.911 | 3.938 | 4.231 | 4.333 | 4.382 | 4.401 | 4.172 | 4.165 | 4.269 | 5.063 | 4.681 | 5.166 | 7.601 |

## Kultur und Sehenswürdigkeiten

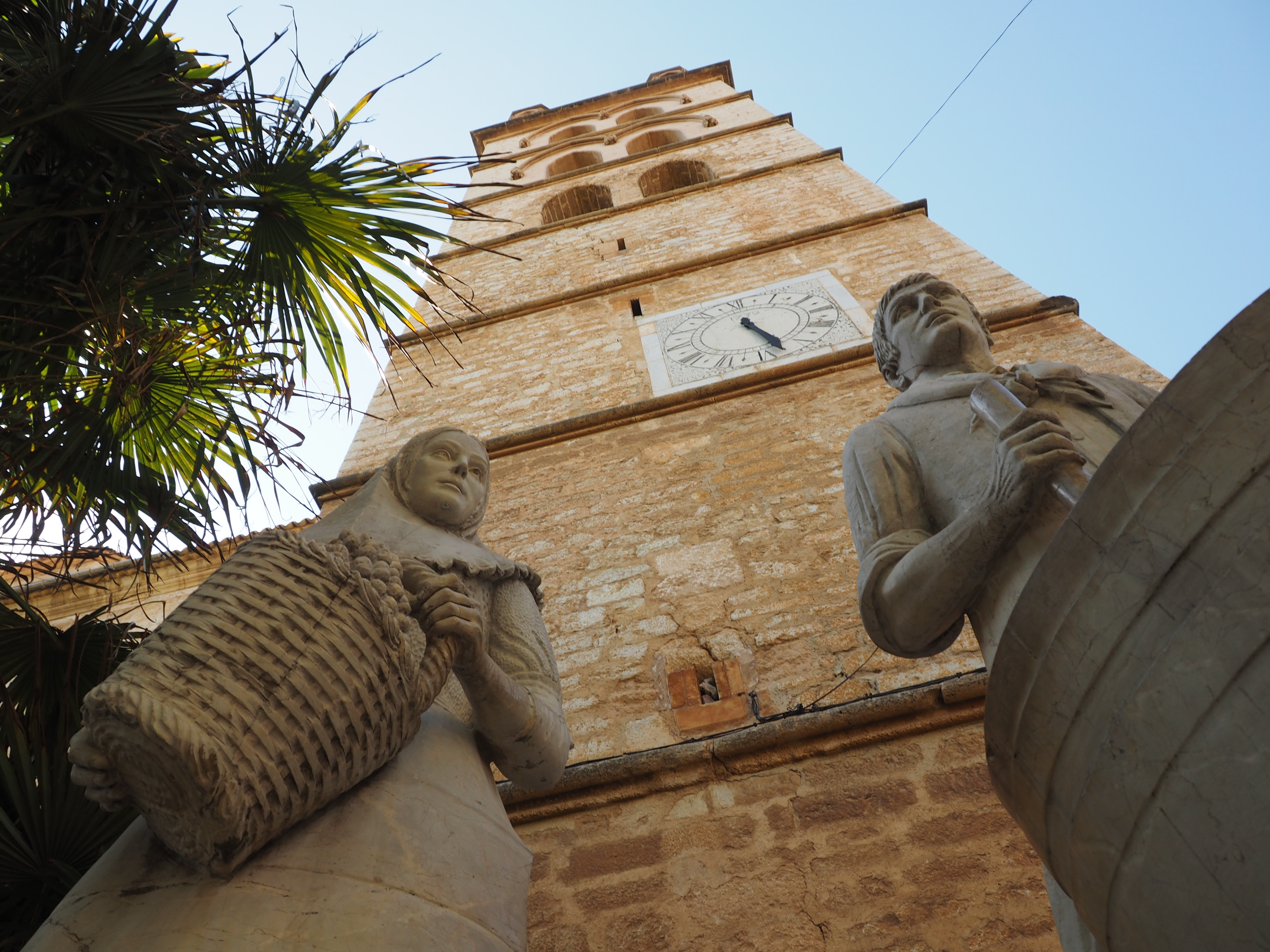
Kirchturm Església de Santa Maria de Robines

- Die Kirche Nostra Senyora de Robines : Beherrscht Kirchplatz und Ort. Ihr Glockenturm gilt als das Wahrzeichen Binissalems (das Fundament stammt aus dem 15. Jahrhundert., wenn sie auch erst 1908 im neugotischen Stil beendet wurde).
- Das Tor Cas Capità Bissó : Prachtvolles, einst einem Herrenhaus angehöriges Tor.
- Can Sabater : Ehemaliges Wohnhaus des Schriftstellers Llorenç Villalonga.
- Can Gelabert : Altes Herrenhaus, wo einst der Schriftsteller Llorenç Moyà geboren wurde und lebte. Gegenwärtig gehört es der Stadt, die in seinen Räumen das Gesundheitsamt, eine Bücherei, die Aula der städtischen Musikkapelle sowie im Patio einen Kinderspielplatz eingerichtet hat.
- Pou Bò : Ruinen eines der früheren Ansiedlung. Die ersten Unterlagen gehen auf das Jahr 1340 zurück.
- Can Tiró de ses Bolles : Eines der wenigen Gebäude außerhalb von Palma, das eine manieristische Fassade aufweist (italienischer Stil des 17. und 18. Jahrhunderts).
- Molí de s’Olla : Die Mühle befindet sich im alten Ortskern, genannt Robines.

### Feste
Gefeiert wird das Sant Jaume (Dorffest) am 25. Juli,
doch das Fest des Ortes schlechthin ist das Fest zur Weinlese Fideus des Vermar, am Donnerstag vor der Weinlese und Festa des Vermar, am letzten Sonntag im September, wenn alles volkseigene und typische die Straßen des Ortes belebt. Die hiesigen fideus de vermar werden zubereitet, die Straßen geschmückt; es gibt Umzüge, Musik und Tanz und natürlich zu allen Veranstaltungen Weinproben. Zu diesem großen Fest der Binissalemer kommen Gäste aus allen Teilen Mallorcas.

### Markt
Jeden Freitagmorgen findet der Wochenmarkt statt. Dann füllt ein reichhaltiges Angebot an lokalen Erzeugnissen den Platz und es treffen sich Nachbarn und Besucher, sei es auch nur, um miteinander ein Pläuschchen (das gehört zur Tradition der Mallorquiner) zu halten.

## Wirtschaft

### Weinbau
Binissalem ist die mallorquinische Hauptstadt des Weins. Der Wein aus dieser Region ist durch die Ursprungsbezeichnung Denominación de Origen geschützt. Urkunden zufolge wurde hier bereits im 14. Jahrhundert in beträchtlichem Umfang Wein gekeltert. Die Weinproduktion stieg erheblich im 19. Jahrhundert, bis die Reblaus aus Amerika nach Frankreich eingeschleppt worden war und dort und auch hier um 1900 viele Weinberge vernichtete. Fast alle Rebkulturen fielen diesen Schädlingen zum Opfer. Erst nach der Einführung der resistenten Amerikanerrebe begann der Weinbau wieder aufzuleben. Da die Wurzel der amerikanischen Rebe gegen die Reblaus ebenso resistent ist wie die Blätter der europäischen Rebe, werden die amerikanische Unterlage und das europäisches Edelreis miteinander verpfropft und trotzen somit gemeinsam der Reblaus.
Erst in den 1980er Jahren begann sich der Qualitätsgedanke im Weinbau wieder durchzusetzen, nicht zuletzt bedingt durch die touristische Nachfrage. Auf den 1.200 Hektar Anbaufläche, die sich zum größten Teil in dieser Gemeinde befinden, werden heute hochwertige Weine angebaut. Die Weingärten mit über Kalk liegendem Lehmboden befinden sich in 250 bis 300 Meter Seehöhe.

#### Rebsorten
Die wichtigsten Rebsorten und deren Degustations-Merkmale sind:
- Manto Negro

Manto Negro ist die autochthone, rote Rebsorte, die hauptsächlich auf der spanischen Balearen-Insel Mallorca angebaut wird. Sie erbringt leichte, duftige Rotweine und wird vor allem für Verschnitte verwendet.
Geruch: wuchtig, Geschmack: rund
- Tempranillo / Tinto Fino / Cencibel

Geruch: Erdbeere, Tabak, würzig, Vanille, Eiche, Leder, Geschmack: rund